# Lily la tigresse
 (juin 2011).
Si vous disposez d'ouvrages ou d'articles de référence ou si vous connaissez des sites web de qualité traitant du thème abordé ici, merci de compléter l'article en donnant les références utiles à sa vérifiabilité et en les liant à la section « Notes et références ».
Pour plus de détails, voir Fiche technique et Distribution.
Lily la tigresse (What's Up, Tiger Lily?) est un film américano-japonais réalisé par Woody Allen, sorti en 1966.

## Synopsis
Phil Moskowitz se lance à la recherche d'une recette de salade d'œufs durs. Mais il devra faire face à une terrible bande de Yakuzas.

## Fiche technique
- Titre original : What's Up, Tiger Lily?
- Réalisation : Woody Allen et Senkichi Taniguchi (film original)
- Scénario : Woody Allen, Julie Bennett, Frank Buxton (en), Louise Lasser, Len Maxwell (en), Mickey Rose et Bryan Wilson
- Production : Woody Allen
- Sociétés de production : Tōhō, Benedict Pictures Corp.
- Musique : Jack Lewis et Kazuo Yamada
- Montage : Richard Krown
- Genres : Espionnage, comédie
- Durée : 1 h 20 min

## Distribution
- Tatsuya Mihashi : Phil Moskowitz
- Woody Allen : le narrateur
- Akiko Wakabayashi
- Mie Hama
- Tadao Nakamaru : Shepherd Wong
- Tetsu Nakamura : Ministre des affaires étrangères
- Louise Lasser : Une des voix
- Susumu Kurobe (en)

## Caractéristiques
Le film a la particularité d'être monté à partir d'un film de série B japonais, International Secret Police: Key of Keys (1965) de Senkichi Taniguchi, dont les droits appartenaient alors au producteur Ben Shapiro. Woody Allen en fait une nouvelle histoire en supprimant des scènes, en en tournant d'autres, et en créant des dialogues de doublage auxquels il participe. À sa sortie, jugeant le résultat pitoyable, il tente d'empêcher sa distribution mais, constatant le succès, tant auprès de la critique que du public, il se ravise. La partition musicale est assurée par The Lovin' Spoonful, un groupe pop, dont le style contraste avec la musique jazzy des autres films de Woody Allen.
Les deux actrices principales, Mie Hama et Akiko Wakabayashi, sont surtout connues en Occident pour leurs rôles respectifs de Kissy Suzuki et Aki dans le film de James Bond On ne vit que deux fois.